# Оттава (Квебек)
Оттава (фр. Outaouais, utawɛ) — регион на крайнем юго-западе провинции Квебек, Канада. Включает города Гатино, регион Понтиак и город Маниваки. Расположен на северном побережье реки Оттава непосредственно напротив столицы Канады г. Оттава. Территория региона составляет 30760.05 км² (11876.52 квадратных миль). Согласно переписи 2006 г. население региона составляло 341 096 человек.
Название региона дано в честь реки Оттава. Французское написание названия региона совпадает с написанием названия реки фр. Outaouais, но отличается от написания названия города Оттава, фр. Ottawa.
Регион Оттава, наряду с Монреалем, имеет наиболее высокий процент распространения английского языка по сравнению с другими квебекскими регионами.

## Подразделения
Независимый город
- Гатино (включает бывшие города Халл, Элмер, Букингем, Массон-Анже)

Региональные округа-муниципалитеты
- Ла-Валле-де-ла-Гатино, La Vallée-de-la-Gatineau
- Ле-Коллин-де-л'Утауэ, Les Collines-de-l’Outaouais
- Папино, Papineau
- Понтиак, Pontiac

Резервации Первых наций (=индейцев)
- Китиган-Зиби, Kitigan Zibi
- Лак-Рапид, Lac-Rapide

## Крупные общины
- Cantley
- Челси
- Fort-Coulonge
- Гатино
- Gracefield
- L’Ange-Gardien

- La Pêche
- Маниваки
- Понтьяк
- Saint-André-Avellin
- Thurso
- Val-des-Monts
- Уэйкфилд